# Елизабет Мария фон Мюнстерберг-Оелс
Елизабет Мария фон Мюнстерберг-Оелс (на немски: Elisabeth Maria von Münsterberg-Oels; * 11 май 1625, Оелс; † 17 март 1686, Оелс) от род Подебради, е херцогиня на Оелс в Силезия, Мюнстерберг, Бернщат и графиня на Глац и чрез женитба първата херцогиня на Вюртемберг-Оелс (Олешница).

## Живот
Тя е единствената дъщеря на херцог Карл Фридрих I фон Оелс (1593 – 1647) и първата му съпруга принцеса Анна София фон Сакс-Алтенбург (1598 – 1641), дъщеря на херцог Фридрих Вилхелм I фон Саксония-Ваймар и втората му съпруга пфалцграфиня Анна Мария, дъщеря на пфалцграф и херцог Филип Лудвиг от Пфалц-Нойбург.
Елизабет Мария се омъжва в Оелс на 1 май 1647 г. за херцог Силвиус I Нимрод фон Вюртемберг-Оелс (1622 – 1664) от Дом Вюртемберг. На 15 декември 1648 г. във Виена Силвиус I Нимрод получава Княжество Оелс от император Фердинанд III.
След смъртта на нейния съпруг Елизабет Мария, заедно с херцог Христиан фон Бриг и неговия полубрат фрайхер Август фон Лигница (1627 – 1679), е регентка на Оелс и опекун на нейните четирима сина. Най-големите синове след като стават пълнолетни разделят страната през 1672 г. Следващата година Елизабет Мария напуска опекунството над най-малкия си син.

## Деца
Елизабет Мария и Силвиус I Нимрод имат децата:
- Анна София (1648 – 1661)
- Карл Фердинанд (1650 – 1669), херцог на Вюртемберг-Оелс
- Силвиус II Фридрих (1651 – 1697), херцог на Вюртемберг-Оелс, женен за херцогиня Елеанора Шарлота фон Вюртемберг-Мьомпелгард (1656 – 1743)
- Христиан Улрих I (1652 –1704), херцог на Вюртемберг-Бернщат, женен 1.: 1672 г. за принцеса Анна Елизабет фон Анхалт-Бернбург (1647 – 1680), 2.: 1683 г. херцогиня Сибила Мария фон Саксония-Мерзебург (1667 – 1693), 3.: 1695 г. принцеса София Вилхелмина от Източна Фризия (1659 – 1698), 4.: 1700 г. херцогиня София фон Мекленбург-Гюстров (1662–1738)
- Юлиус Зигмунд (1653 – 1684), херцог на Вюртемберг-Юлиусбург, женен 1677 г. за херцогиня Анна София фон Мекленбург-Шверин (1647 – 1726), дъщеря на херцог Адолф Фридрих I фон Мекленбург
- Кунигунда Юлиана (*/† 1655)
- Силвиус (*/† 1660)